# Chignik Lagoon (Alaska)
Chignik Lagoon (Alutiiq: Nanwarnaq) ist ein Ort und ein census-designated place (CDP) im Lake and Peninsula Borough in Alaska. Das U.S. Census Bureau hatte bei der Volkszählung 2020 eine Einwohnerzahl von 72 ermittelt.

## Geographie
Chignik Lagoon befindet sich im Südwesten von Alaska an der gleichnamigen Bucht an der Südküste der Alaska-Halbinsel. Der Ort liegt 285 km südsüdwestlich von King Salmon sowie 740 km südwestlich von Anchorage. Nächstgelegene Orte sind Chignik, 8 km ostsüdöstlich, und Chignik Lake, 15 km westsüdwestlich. Bei Chignik Lagoon befindet sich der Flugplatz Chignik Lagoon.

## Geschichte
Bis zum Jahr 1889 wurden drei Konservenfabriken in Chignik Lagoon in Betrieb genommen. Die  Betreiber waren die Chignik Bay Company, die Shumagin Packing Company und die Chignik Bay Packing Company. "Chignik" kommt aus der Sprache der Aleuten und bedeutet „starker Wind“. Seit 1980 ist Chignik Lagoon ein census-designated place. Heute ist in Chignik Lagoon keine Konservenfabrik mehr in Betrieb. Die Wirtschaft von Chignik Lagoon hängt vom Fischfang von Pazifischem Kabeljau, Pazifischem Heilbutt und Lachs ab. Neben dem kommerziellen Fischfang gibt es noch Subsistenzwirtschaft.

## Demografie
Zum Zeitpunkt der Volkszählung im Jahre 2020 (U.S. Census 2020) hatte Chignik Lagoon 72 Einwohner auf einer Landfläche von 34,32 km². Von den Einwohnern waren 9 Weiße sowie 48 Indigene. Beim Zensus 2000 lebten 103 Einwohner in Chignik Lagoon, 2010 waren es 78. Somit war die Bevölkerungsentwicklung der letzten Jahre rückläufig.